# Belize ai Giochi della XXVIII Olimpiade
Il Belize partecipò ai Giochi della XXVIII Olimpiade, svoltisi ad Atene, Grecia, dal 13 al 29 agosto 2004, con una delegazione di 2 atleti impegnati in una disciplina.

## Risultati

### Atletica leggera
| Q | Qualificato al turno successivo per la posizione in qualificazione                                                           |
| q | Qualificato per il turno successivo per ripescaggio o, negli eventi su campo, conquistando la misura minima per qualificarsi |

Maschile
Eventi su pista e strada
| Atleta          | Evento         | Quarti di finale | Quarti di finale | Semifinale      | Semifinale      | Finale          | Finale          |
| Atleta          | Evento         | Risultato        | Posizione        | Risultato       | Posizione       | Risultato       | Posizione       |
| --------------- | -------------- | ---------------- | ---------------- | --------------- | --------------- | --------------- | --------------- |
| Michael Aguilar | 400 m ostacoli | 51"21            | 7º               | non qualificato | non qualificato | non qualificato | non qualificato |

Femminile
Eventi su pista e strada
| Atleta    | Evento      | Batteria  | Batteria  | Quarti di finale | Quarti di finale | Semifinale      | Semifinale      | Finale          | Finale          |
| Atleta    | Evento      | Risultato | Posizione | Risultato        | Posizione        | Risultato       | Posizione       | Risultato       | Posizione       |
| --------- | ----------- | --------- | --------- | ---------------- | ---------------- | --------------- | --------------- | --------------- | --------------- |
| Emma Wade | 200 m piani | 23"43     | 5ª        | non qualificata  | non qualificata  | non qualificata | non qualificata | non qualificata | non qualificata |